# Toutinegra-tomilheira

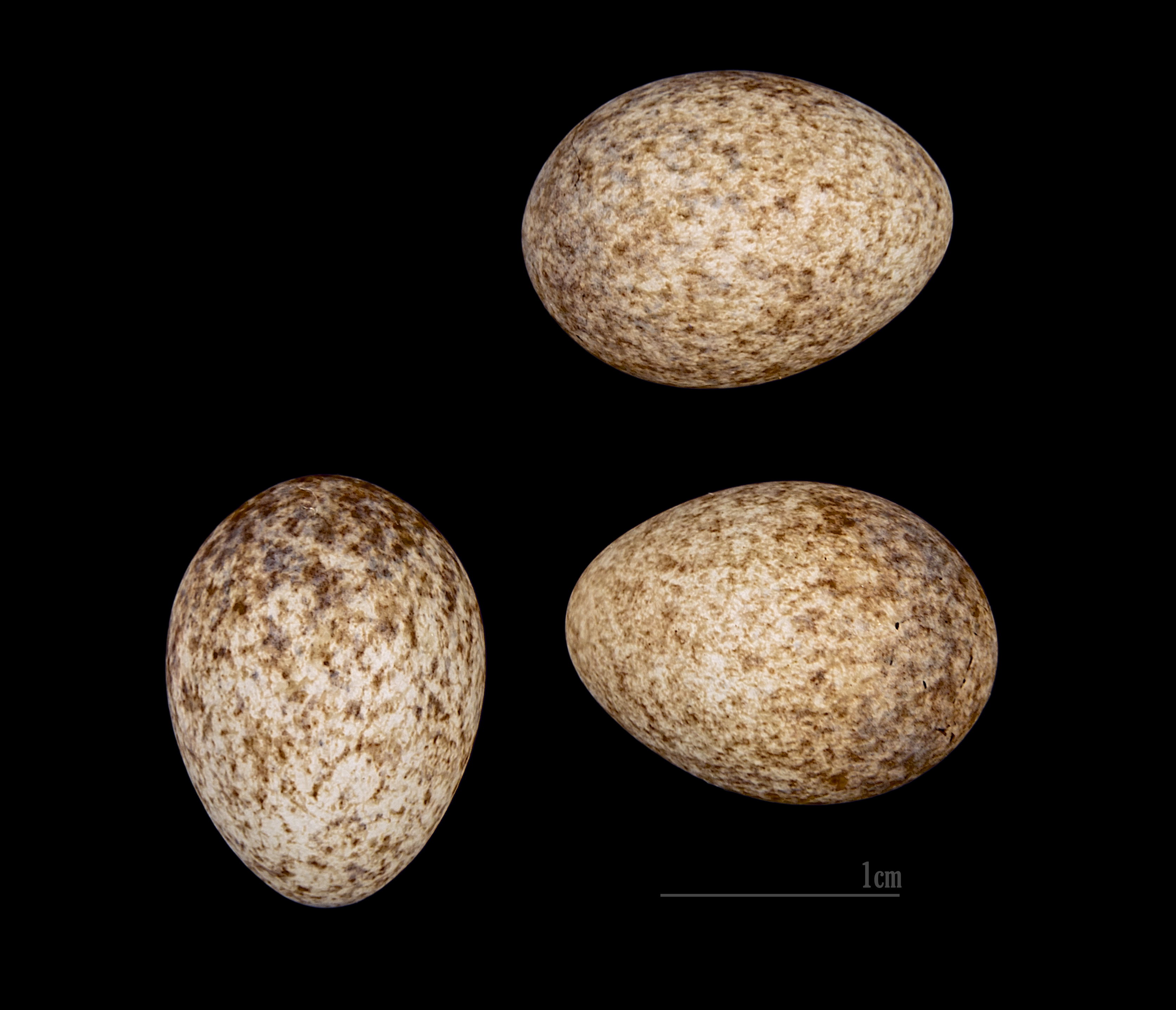
Sylvia conspicillata MHNT

A toutinegra-tomilheira (Curruca conspicillata) é uma pequena ave passeriforme, pertencente ao género Curruca e à família Sylviidae.
Dá também pelo nome taxonómico de Sylvia conspicillata.

## Nomes comuns
Dá ainda pelos seguintes nomes comuns: cigarrinho, especialmente no arquipélago da Madeira onde se encontra sob a categoria de espécie vulnerável, e toutinegra-de-óculos, nome que advém da mancha orbital branca que lhe circunda as pálpebras dos olhos, alusiva a óculos.

## Descrição
Tem aproximadamente doze centímetros de comprimento, caracteriza-se pela sua plumagem castanha, cabeça cinzenta com um anel branco à volta do olho, garganta alvadia, asas arruivadas e peito rosado nos machos e acastanhado nas fêmeas.
Os machos são muito parecidos com o papa-amoras, se bem que notoriamente mais reduzidos, ao passo que as fêmeas se podem confundir com toutinegras comuns.

## Distribuição
É uma espécie característica de zonas mediterrânicas, que nidifica nos países do sul da Europa e inverna no norte de África, sendo por isso um migrador pré-sariano.
Em Portugal Continental, onde a espécie se encontra sob a categoria de espécie quase ameaçada, é estival e está presente de Março a Novembro. Pode ser vista por exemplo na Reserva Natural do Sapal de Castro Marim e Vila Real de Santo António.
Privilegia zonas de matagais baixos e ralos, de árvores ou arbustos isolados.